# Веве (гора)
Гора Веве (англ. Mount Veve) — потухший вулкан на острове Коломбангара (Соломоновы Острова). Высота 1768 м (высочайшая точка островов Нью-Джорджия). Один из четырёх пиков в 4-километровой кальдере, срезающей вершину плейстоценового стратовулкана, образующего остров Коломбангара.
В центральном кратере Веве обнаружены невысокие аномальные концентрации меди, цинка, свинца, серебра, золота, мышьяка и молибдена, что ассоциируется с хлоритизацией и минерализацией пиритов. Сочетание этих элементов рассматривается как признак высокой вероятности присутствия эпитермальных месторождений золота или меди с золотом.